# ASEAN+3
ASEAN+3 là một cơ chế hợp tác giữa ASEAN và ba quốc gia Đông Bắc Á gồm Nhật Bản, Hàn Quốc và Trung Quốc.

## Khái quát
Tháng 4 năm 1997, ASEAN đề xuất tổ chức hội nghị cấp cao giữa ASEAN với Nhật Bản, Hàn Quốc và Trung Quốc. Tháng 12 năm 1997, hội nghị cấp cao lần thứ nhất đã diễn ra ở Kuala Lumpur. Sau đó, đến năm 2000, tại hội nghị cấp cao lần thứ hai được tổ chức tại Singapore, ASEAN+3 chính thức được thể chế hóa

## Các diễn đàn
- Hội nghị cấp cao ASEAN+3: hội nghị hàng năm giữa các nguyên thủ quốc gia của các nước thành viên.
- Hội nghị bộ trưởng kinh tế ASEAN+3: hội nghị hàng năm giữa các bộ trưởng về kinh tế của các nước thành viên

Tại các hội nghị cấp cao và hội nghị bộ trưởng kinh tế của ASEAN+3, đã có 48 hiệp định trong 17 lĩnh vực được ký kết.

## Triển vọng
Năm 2002, Nhóm Tầm nhìn Đông Á (East Asia Vision Group) đã đệ trình một báo cáo đề nghị chuyển ASEAN+3 thành Hội nghị Cấp cao Đông Á. Tháng 12 năm 2005, Hội nghị Cấp cao Đông Á lần thứ nhất được tổ chức tại Kuala Lumpur với sự tham gia của không chỉ các nước thành viên ASEAN+3 mà còn của Úc, New Zealand và Ấn Độ. Tháng 1 năm 2007, Hội nghị Cấp cao Đông Á lần thứ hai sẽ diễn ra tại đảo Sebu (Philippines).